# Chartwell
Le manoir de Chartwell ou Chartwell (Chartwell House en anglais, prononcé : [tʃɑːtˈwɛl haʊs]) est un manoir du XVIe siècle, de style victorien, construit sur un important domaine de 32 hectares, avec jardin à l'anglaise, à trois kilomètres au sud de Westerham, dans le Kent, en Angleterre, au Royaume-Uni. Il fut la résidence privée principale célèbre P Sir Winston Churchill et de sa famille entre 1922 et 1965, date de sa disparition. Actuellement il est géré par le National Trust for Places of Historic Interest or Natural Beauty, la maison est classée Grade I (niveau I) aux Monuments historiques du Royaume Uni, et les jardins sont classés Grade II (niveau II).

## Historique
Ce manoir de deux étages en briques rouges, pignon à redents, fenêtres oriel et fenêtre à la française date, à l'origine, du XVIe siècle.

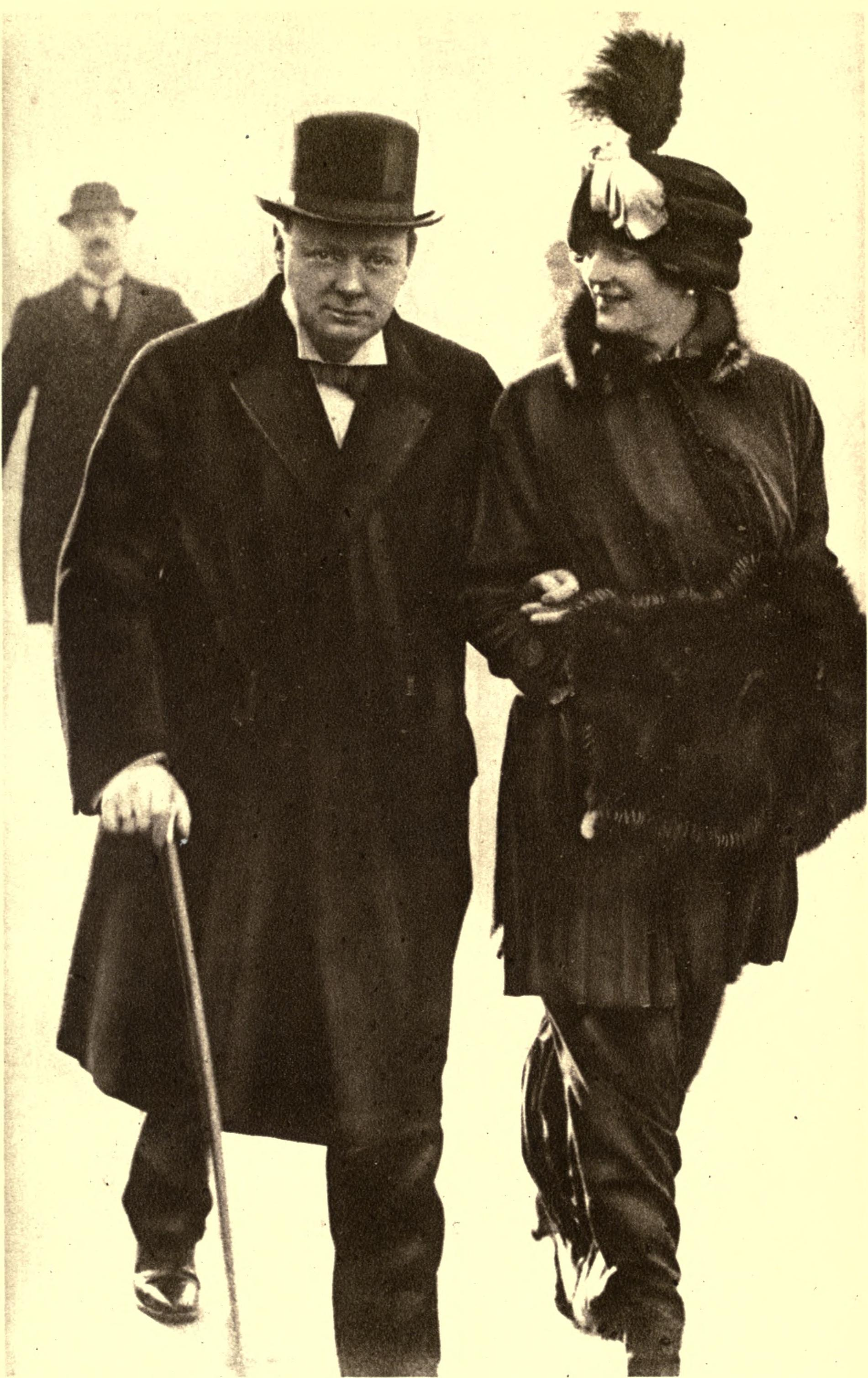
Le couple Churchill en 1922
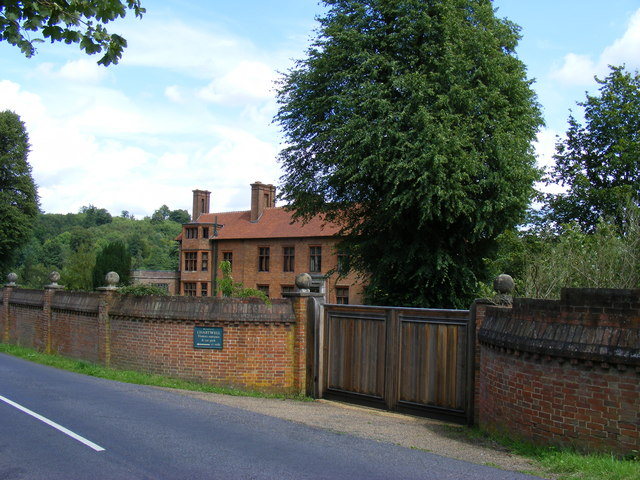
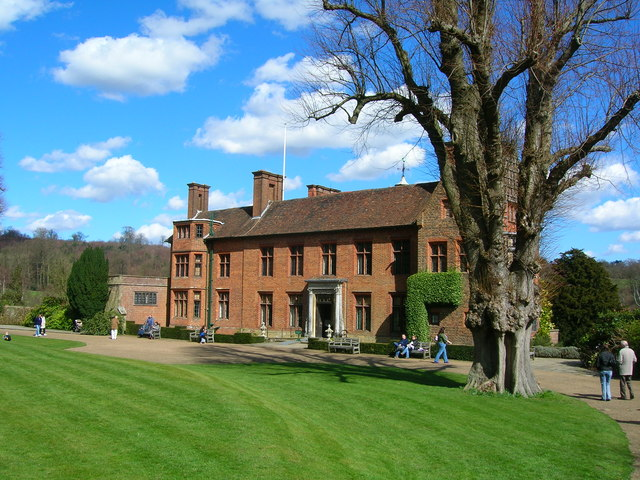
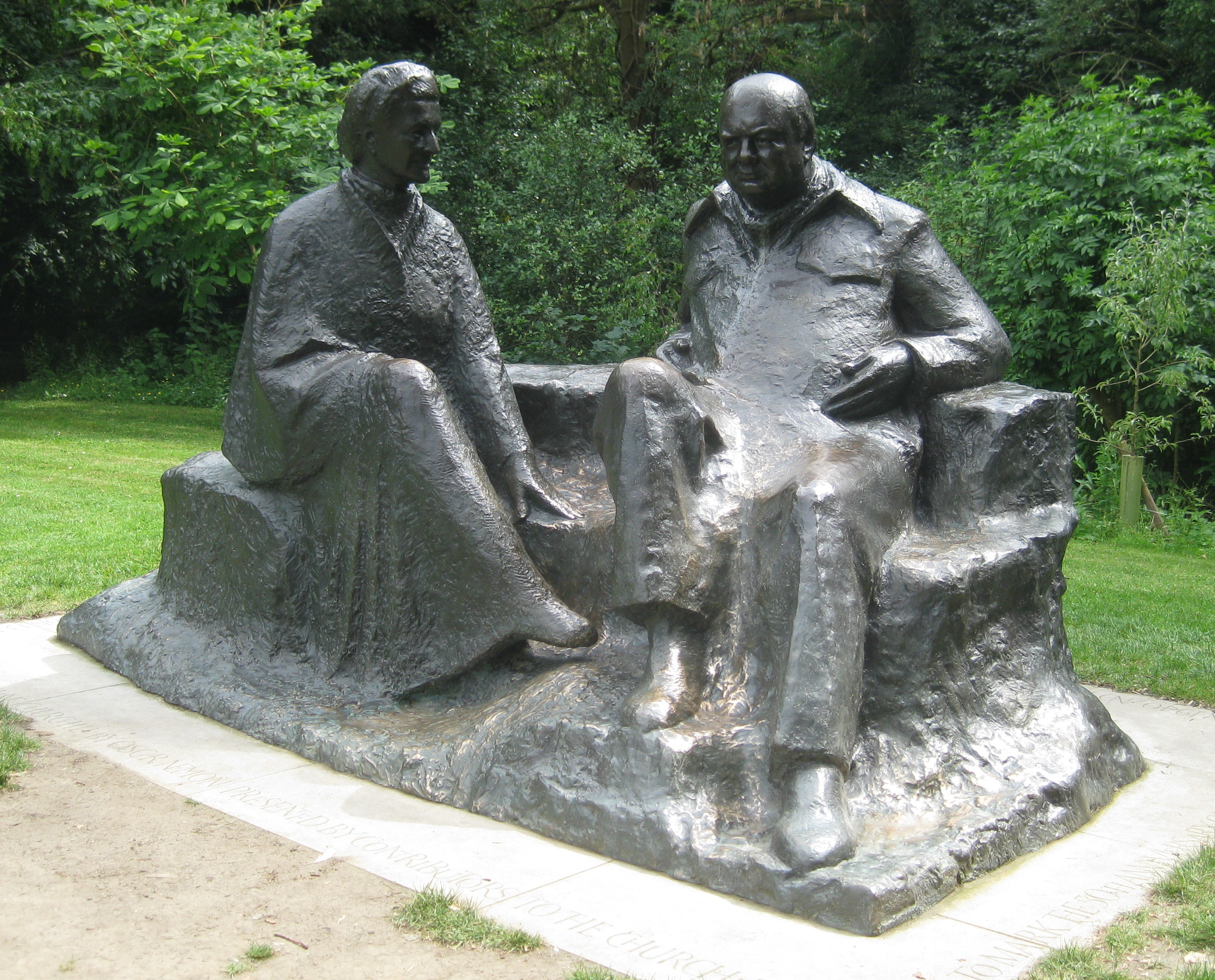
Statue du couple Churchill

En 1922, quelques jours après la naissance, le 15 septembre, de leur cinquième et dernier enfant Mary Churchill, Winston Churchill, alors Secrétaire d'État aux colonies du Royaume-Uni, et son épouse Clementine Churchill, achètent cette maison à la suite d'une succession du clan Campbell / clan Colquhoun qui la possède depuis 1845. Le couple y entreprend d'importants travaux de rénovation et d'agrandissement réalisés par l’architecte anglais Philip Tilden, sur un domaine de 32 hectares de terre agricole et de forêt, avec jardin à l'anglaise, roseraie, jardin d'eau, jardin potager, viviers, , ferme agricole, ... Churchill lui-même participe aux travaux en se prenant de passion pour la maçonnerie. 

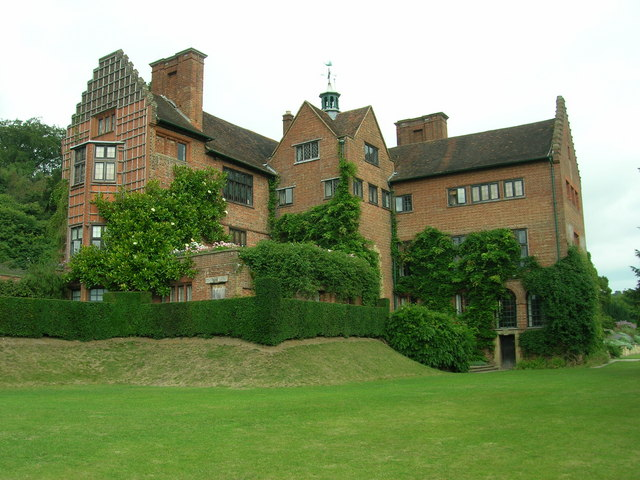
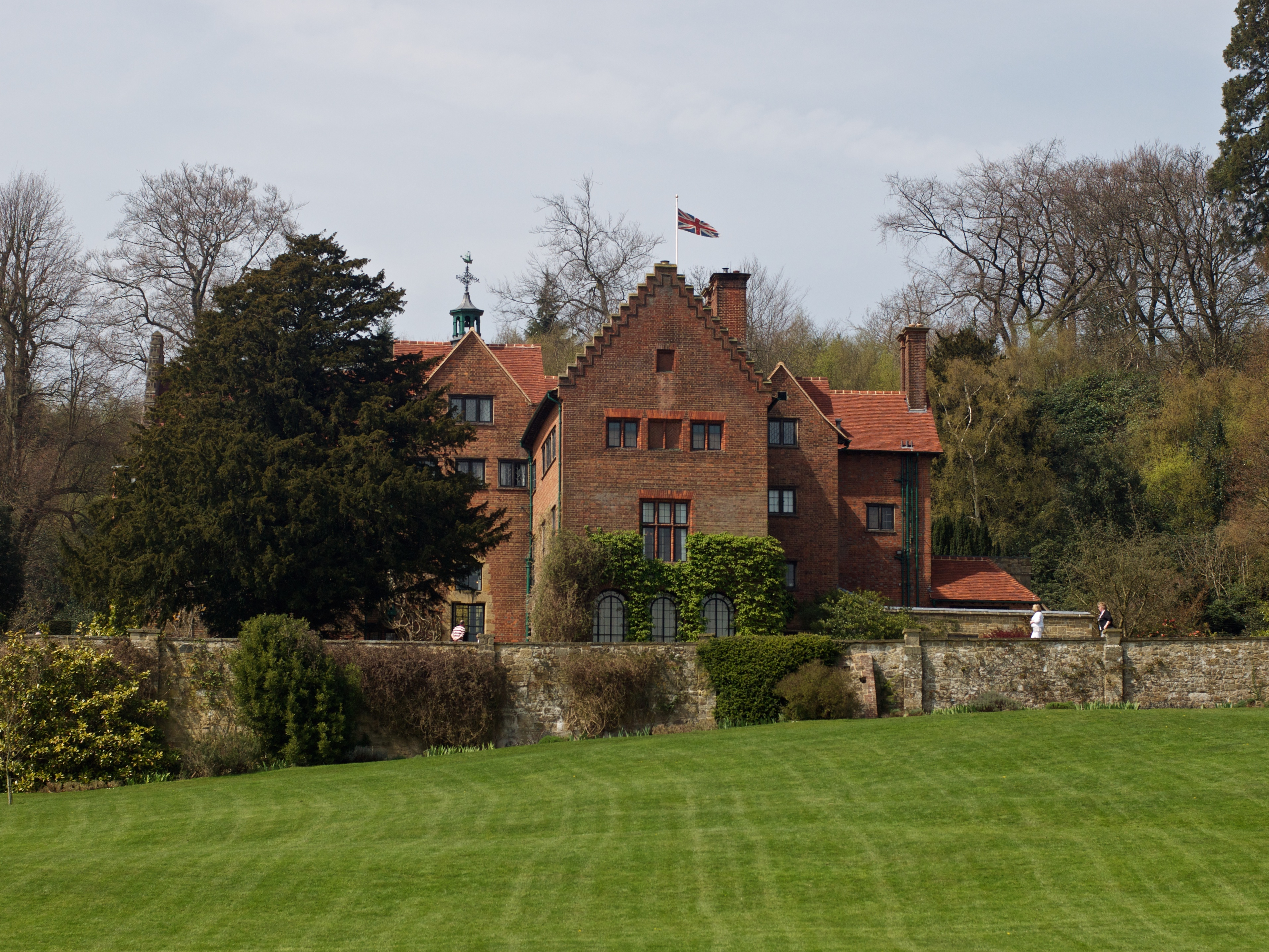
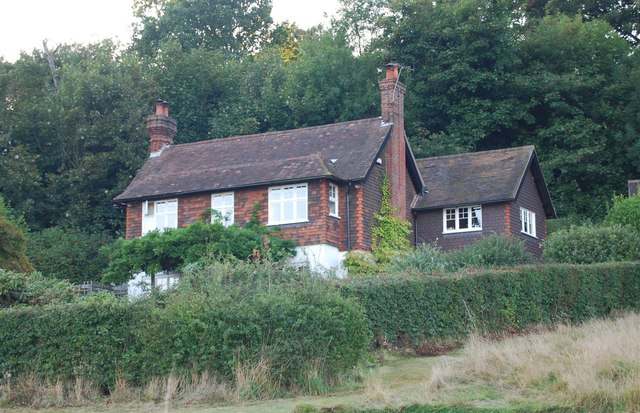

Le couple y reçoit de très nombreux amis proches, personnalités aristocratiques, politiques, géopolitiques, d'alors, dont Charlie Chaplin, Albert Einstein, Frederick Lindemann, Edward Marsh, Lawrence d’Arabie, Frederick Edwin Smith, Brendan Bracken, Harold Macmillan, David Lloyd George... Churchill y rédige durant ses nombreux séjours une grande partie de son importante œuvre littéraire et historique, dont A History of the English-Speaking Peoples.. Pour son Œuvre littéraire, Churchill recevra le prix Nobel de littérature en 1953. 
Dans l'ancienne ferme est aménagé son atelier de peinture. Il y peint et expose une grande partie de ses 500 tableaux.
Durant les bombardements stratégiques aériens allemands de la Seconde Guerre mondiale, Churchill et sa famille s'installent à Chequers, maison de campagne des Premiers ministres du Royaume-Uni, près du centre de commandement Churchill War Rooms de Londres, Chartwell étant géographiquement plus vulnérable aux bombardements allemands.
En 1938, à la suite de pertes d'argent importantes, le couple, dépourvu de fortune personnelle, est obligé de mettre la demeure en vente. Churchill est alors aidé financièrement par des amis qui lui évitent cette vente, dont Henry Strakosch en 1938, puis en 1946 par un consortium, organisé par Sir William Berry (1er vicomte Camrose), qui achète et gère le domaine pour lui, et lui loue à vie contre un loyer symbolique.
En 1965 à la disparition de Churchill, le domaine est cédé au National Trust for Places of Historic Interest or Natural Beauty et transformé en musée national ouvert au public, tout en conservant son décor, ses meubles, livres, tableaux, distinctions (liste des distinctions de Winston Churchill), objets, cadeaux, souvenirs, atelier d'artiste, d'un des plus célèbres hommes d’état britannique, considéré comme un des pères de l'Europe...

## Lieu de tournage
En 2016, une équipe de l'émission Secrets d'Histoire a tourné plusieurs séquences au manoir dans le cadre d'un numéro consacré à Winston Churchill, intitulé Churchill, le lion au cœur tendre et diffusé le 23 août 2016 sur France 2.
En janvier 2021 la chaîne de télévision France 5 a diffusé un documentaire français intitulé Chartwell, l’autre vie de Winston Churchill. Réalisation Jean Rousselot.